# ウズベキスタン・リーグカップ
ウズベキスタン・リーグカップ（ウズベク語:O'zbekiston Ligasi Kubogi) は、ウズベキスタンにおけるサッカーの国内カップ戦である。

## 概要

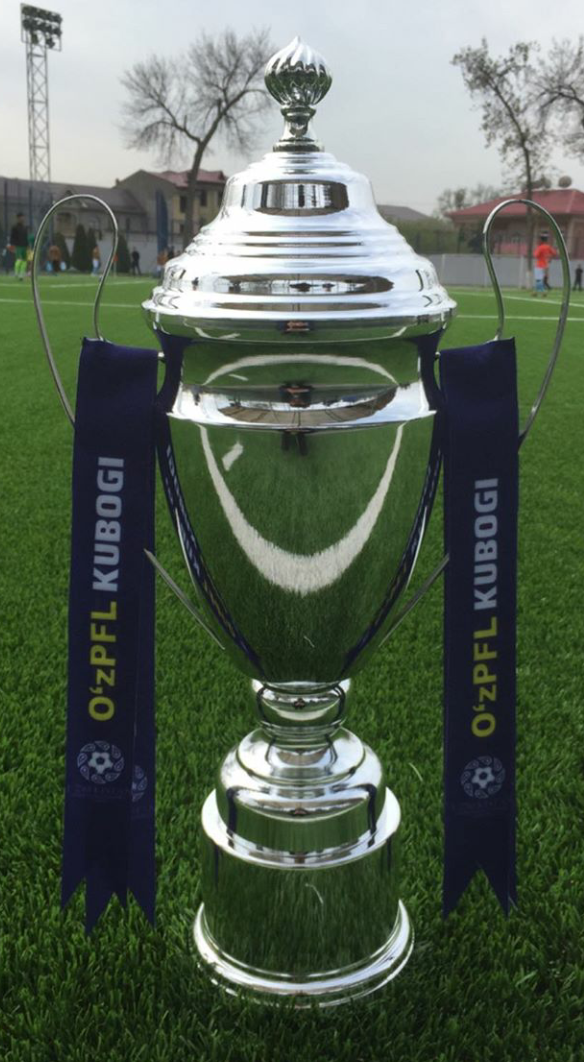
優勝カップ

ウズベキスタンの中小クラブは他国のクラブと親善試合を行う機会がほとんどなかったためにこの大会が設立された。ウズベキスタンの全てのクラブに参加する権利は与えられているものの、前述した理由の通り強豪クラブは辞退することが多い。開始月は新シーズンが始まる前の月である1月と2月の間に行われる。よってシーズン前に始まるこの大会は新シーズンに向けての準備などといった要素も強い。
2020年からは、キルギスやタジキスタンなどの周辺の国のクラブを招待し試合を行っている。

## 結果
| 年   | 優勝                 | スコア        | 準優勝                     |
| 2010 | ホラズム             | 2-1           | ブニョドコル               |
| 2011 | ソグディアナ・ジザフ | 1-1 (4-3 pen) | ロコモティフ・タシュケント |
| 2012 | ソグディアナ・ジザフ | 3-1 (aet)     | アルマリク                 |
| 2013 | アルマリク           | 3-0           | パフタコール２             |
| 2014 | マシュアル・ムバレク | 3-1           | オボッド                   |
| 2015 | シュルタン・グザル   | 2-2 (4-2 pen) | マシュアル・ムバレク       |
| 2019 |                      |               |                            |
| 2020 |                      |               |                            |

## クラブ別成績
| クラブ                     | 優勝 | 準優勝 | 優勝年     | 準優勝年 |
| -------------------------- | ---- | ------ | ---------- | -------- |
| ソグディアナ・ジザフ       | 2    | 0      | 2011, 2012 | –        |
| アルマリク                 | 1    | 2      | 2013       | 2012     |
| マシュアル・ムバレク       | 1    | 1      | 2014       | 2015     |
| ホラズム                   | 1    | 0      | 2010       | –        |
| シュルタン・グザル         | 1    | 0      | 2015       | –        |
| ブニョドコル               | 0    | 1      | –          | 2010     |
| ロコモティフ・タシュケント | 0    | 1      | –          | 2011     |
| パフタコール２             | 0    | 1      | –          | 2013     |
| オボッド                   | 0    | 1      | –          | 2014     |